# Rochefort-sur-la-Côte
Rochefort-sur-la-Côte é uma comuna francesa na região administrativa de Grande Leste, no departamento de Haute-Marne. Estende-se por uma área de 5,18 km². Em 2010 a comuna tinha 66 habitantes (densidade: 12,7 hab./km²).